# 군포시 (2020년 선거구)
군포시는 대한민국의 국회의원 선거구이다. 경기도 군포시 전 지역을 관할한다. 현직 국회의원은 더불어민주당의 이학영이다.

## 역사
대한민국 제21대 국회의원 선거를 앞두고 군포시 갑, 군포시 을 선거구가 통합되면서 신설되었다.

## 관할 구역
| 대수  | 관할 구역   |
| ----- | ----------- |
| 21대~ | 군포시 일원 |

## 역대 국회의원
| 선거   | 정당 | 정당         | 의원   |
| ------ | ---- | ------------ | ------ |
| 2020년 |      | 더불어민주당 | 이학영 |
| 2024년 |      | 더불어민주당 | 이학영 |

## 역대 선거 결과

### 대한민국 제21대 국회의원 선거
|  | 57.41% |

|  | 40.37% |

|  | 2.20% |

### 대한민국 제22대 국회의원 선거
|  | 56.92% |

|  | 43.07% |